# 內利堡 (密西西比州)
內利堡（英語：Nellieburg）是位於美國密西西比州勞德代爾縣的普查規定居民點。

## 人口
根據2020年美國人口普查的數據，內利堡的面積為18.48平方千米，當中陸地面積為18.38平方千米，而水域面積為0.10平方千米。當地共有人口1316人，而人口密度為每平方千米71.21人。